# عز الدين الشوا
ولد عزّ الدين سعيد الشّوا في مدينة غزة سنة 1902 وأتمّ دراسته الابتدائية فيها ثم الثانوية في المدرسة الدستورية في القدس ثم التحق سنة 1917 بالجامعة الأمريكية في بيروت قبل أن يتوجه سنة 1921 إلى جامعة كامبردج في بريطانيا، حيث حصل على البكالوريوس ثم الماجستير في الزراعة سنة 1928.
بعدها عاد إلى غزة حيث عمل في تطوير الزراعة مبتدئاً بأراضي أبيه واستورد لذلك آلات زراعية.
على الرغم من انصراف عز الدين إلى المشروعات الزراعية فإن انشغاله بقضية التحرر الوطني الفلسطيني والعربي استمرت تشغله.
لذلك فحين اشتعلت ثورة 1929 شارك فيها فاعتقل وحكم عليه بالسجن لمدة شهر.
سنة 1930 عُيّن عز الدين مديرًا لمدرسة مُعلّمي القُرى التابعة لمدرسة خضوري الزراعية بطولكرم ثم نُقِل إلى حيفا في وظيفة قائمقام ثم نقل إلى جنين.
سنة 1936 شارك عز الدين في الثّورة وانضم إلى قوّات فوزي القاوقجي وهو لا يزال في وظيفته في جنين، لذا في سنة 1937 قرّرت سلطة الانتداب البريطاني نقله من جنين إلى حيفا، فبادر بالهرب. تختلف روايات هروبه من حيفا حيث تذكر الموسوعة الفلسطينية أنه هرب إلى دمشق ومنها إلى بيروت، بينما تذكر موسوعة أعلام فلسطين في القرن العشرين إنه دخل مصر بجواز سفر مزوّر وبقي مختبئًا فيها لثلاثة أيام خشية الوقوع في قبضة السلطات البريطانية، ومن مصر ذهب إلى بيروت بحرا.
بضغط من البريطانيين أخرج الفرنسيون عز الدين من بيروت إلى دمشق وحظروا عليه النشاط السياسي، فتوجّه منها إلى بغداد حيث تعرّف إلى رشيد عالي الكيلاني وأقام صلات مع قادة في الجيش العراقي، منهم صلاح الدين الصباغ وفهمي سعيد فحصل منهم على أسلحة نقلها إلى الثوار في فلسطين، وسهّل هرب محمد أمين الحسيني إلى بغداد.
وفي عام 1948 عٌين عز الدين من قبل الملك عبد العزيز معاوناً لمحافظ خط الأنابيب الأمير محمد بن أحمد السديري (منطقة الحدود الشمالية عرعر حالياً) وبقي في منصبة إلى عام 1956 وغادر السعودية إلى بيروت حيث سكن هناك وله من الأبناء مروان وابنة اسمها ملكة.
بعد فشل الجيش العراقي في ثورته بقيادة الكيلاني ضد الإنكليز انتقل محمد أمين الحسيني من بغداد إلى طهران عن طريق الموصل في سيّارة إسعاف، وحاول عزّ الدين اللحاق به لكنه وقع في قبضة الإنكليز شمال مدينة أربيل، وأُفرِج عنه بعد أربعة شهور فعاد إلى بغداد ومنها استطاع الفرار إلى السعودية بهوية مزورة حيث اشتغل في تطوير الزراعة في الدولة الوليدة. كان عزّ الدين الشّوّا مترجم الملك عبد العزيز آل سعود في لقائه بالرئيس الأمريكي روزفلت الذي جرى يوم 14 فبراير 1945 على سطح السفينة الحربية الأمريكية كوينسي الذي كان اللقاء المؤسّس لعلاقة السعودية بالولايات المتّحدة الأمريكية.
سنة 1948 التحق عزّ الدين بالثورة الفلسطينية وحينما وقعت النكبة التجأ إلى لبنان حيث عاش فيها إلى وفاته يوم 24 يونيو 1969.